# Bürgeradel
Bürgeradel ist ein soziostruktureller Begriff, mit dem die bürgerliche Oberklasse in nicht adelig dominierten Gesellschaften wie Republiken bezeichnet wird.
Charakteristisch für den Bürgeradel war, dass er sich auf seine Herkunft stützte und die gängige Geringschätzung des Bürgers durch den Adel überwand, die darin wurzelte, dass dieser keine Geschlechterfolge darlegen konnte. Der Bürgeradel bildete geschlossene Heiratskreise. Er verlor seine herausgehobene Stellung durch die Reformen in den Rheinbundstaaten, in Preußen und später auch in den anderen deutschen Staaten durch den staatsbürgerlichen Gleichheitsbegriff und die allmähliche Durchsetzung der Einwohnergemeinden.
Der Bürgeradel ist abzugrenzen gegenüber dem älteren Stadtadel (vgl. z. B. Nürnberger Patriziat), der frühzeitig seine Ebenbürtigkeit und Zugehörigkeit zum Adel geltend gemacht hat. Schon seit dem Spätmittelalter waren in vielen europäischen Stadtstaaten (den Handelsrepubliken), z. B. den Reichsstädten, Hansestädten, der Republik Venedig, Florenz, der Republik der Vereinigten Niederlande oder in der Schweiz (Patriziat der Alten Eidgenossenschaft) bürgerliche Patriziate kaufmännischer Prägung entstanden, die sich allerdings früh aristokratisiert hatten (Städtearistokratien an der Spitze sogenannter „Aristokratischer Republiken“); diese älteren bürgerlichen Führungsschichten wurden in ihren lokalen Wirkungskreisen ab Ende des 18. Jahrhunderts im Zuge von Revolutionen und Industrialisierung häufig durch neue Wirtschaftseliten abgelöst.
Bürgeradel ist demgegenüber ein Begriff für die seit dem 17. Jahrhundert sich bildende bürgerliche Oberschicht. Ebenso ist der Bürgeradel abzugrenzen gegenüber dem „Geldadel“, zu dem Großindustrielle zählten, die sich einen quasi-adligen Lebensstil leisten konnten. Einige von ihnen wurden, wie auch oft weniger begüterte Bürgerliche aus dem Professoren-, Offiziers- oder Beamtenstand, für ihre Verdienste nobilitiert, andere erwarben sich ihre Adelstitel in bestimmten Monarchien käuflich (notorisch dafür waren das Herzogtum Sachsen-Coburg, das Königreich Portugal, die Republik San Marino und der Kirchenstaat). All diese Neuadligen zählte man zur sogenannten „Zweiten Gesellschaft“.

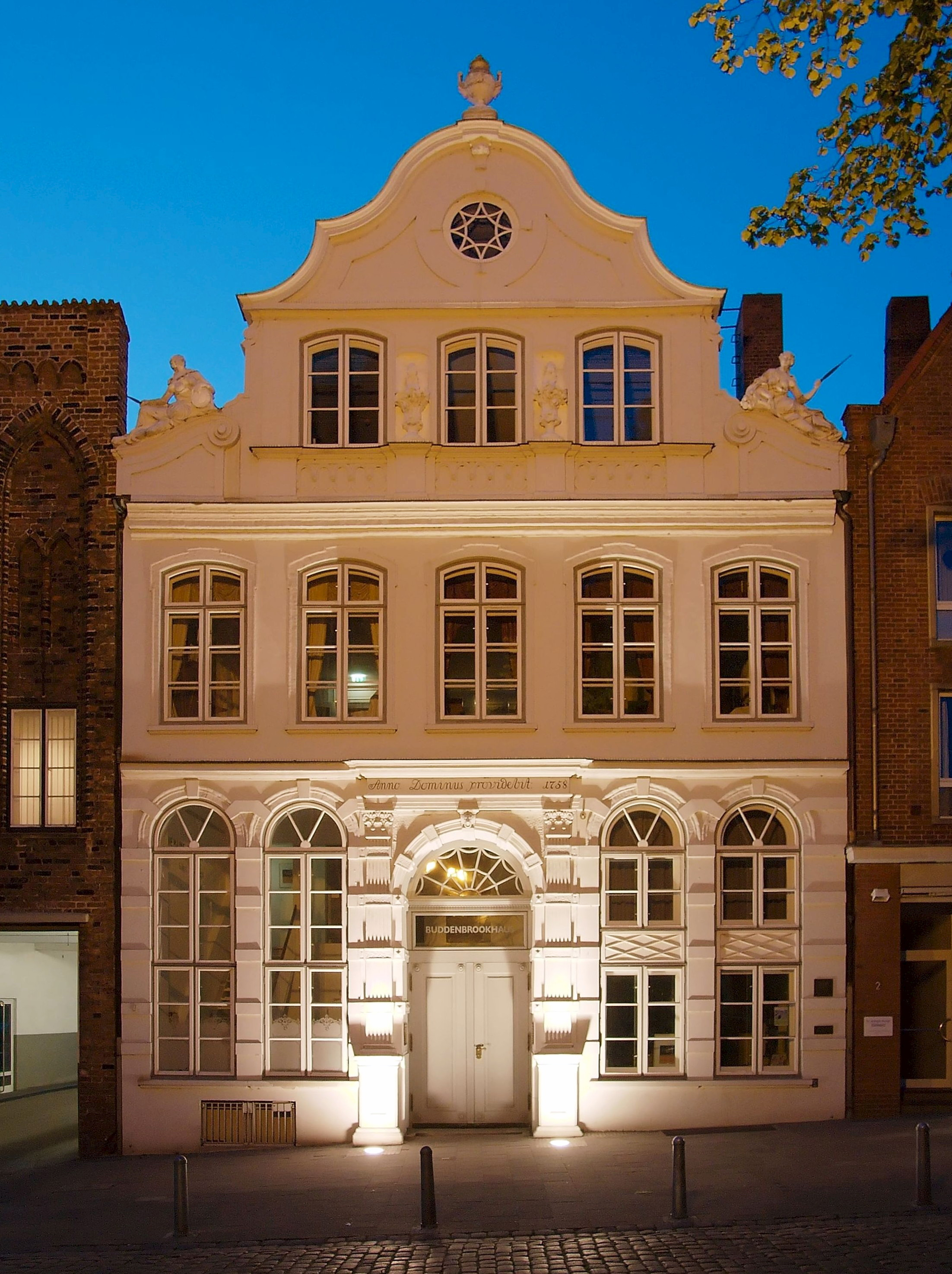
Das Haus der Familie Mann in Lübeck, Mengstraße 4 („Buddenbrookhaus“)

Ein Beispiel für den Bürgeradel waren die Hanseaten. Erbgesessene Bürgerschaft, bürgerliche Kollegien und Selbstergänzungsrecht des Senats bildeten in Hamburg die Grundlagen für „den grundsätzlich oligarischen Charakter der Hamburger Verfassung ..., die Verfassungsordnung daher als eine aristokratische und nicht als eine demokratische interpretiert“ wurde, einer der Gründe, warum Hamburg „als Stadtrepublik 1815 Mitglied eines Bundes souveräner Fürsten hatte werden können.“ Gleichzeitig war kaum etwas unhanseatischer als die Annahme von Adelsprädikaten, schon die Bezeichnung als „Bürgeradel“ entspricht nicht hanseatischem Selbstverständnis (vgl. „Hanseatische Adelige“). Das in den ältesten Bürgerrepubliken Hamburg, Bremen und Lübeck gewachsene Hanseatentum war im Kern eigenständig bürgerlich und keine schlichte Feudalisierung des Bürgertums im Sinne einer Anpassung an den Adel. Ein wesentlicher Unterschied bestand im bürgerlich-beruflichen Leistungsideal meist kaufmännischer Prägung wie auch in der dezenteren Zurschaustellung von Reichtum, während für den Adel stets Repräsentation durch Prunk und Pracht stilbildend blieb. Die Distanz des Bürgeradels zum Adel war so ausgeprägt, dass Bremen unter den namhaften Handelsstädten diejenige war mit der geringsten Quote von Heiraten zwischen Großbürgern und Adeligen. Besonders ausgeprägt war die den Bürgeradel prägende Familientradition in Hamburg und in Lübeck. Sie ersetzte die fehlenden Feudalstrukturen und war ein Fundament des städtischen Gemeinwohls. Die Ehrfurcht vor dem Aufstieg der eigenen Familie dominierte das häusliche und städtische Leben der „oberen Zehntausend“, oft nicht ohne, wie Ida Boy-Ed es beschrieb, „die spezifische Hanseatenkrankheit: den Patrizierwahnsinn, in welchem jede Familie sich einbildet, aristokratischer als alle anderen zu sein.“ Den Niedergang einer lübischen Hanseatenfamilie beschreibt Thomas Mann in seinem Roman „Buddenbrooks“, in dem er die Geschichte seiner eigenen Familie Mann literarisch verarbeitete.